# Neobisium alae
Neobisium alae är en spindeldjursart som beskrevs av Curcic, Dimitrijevic, S. B. Curcic och Mitic 2004. Neobisium alae ingår i släktet Neobisium och familjen helplåtklokrypare. Inga underarter finns listade i Catalogue of Life.